# Francis Moreau
Francis Georges Henri Moreau (ur. 21 lipca 1965 w Saint-Quentin) – francuski kolarz torowy i szosowy, mistrz olimpijski oraz ośmiokrotny medalista torowych mistrzostw świata.

## Kariera
Pierwszy sukces w karierze Francis Moreau odniósł w 1985 roku, kiedy zajął drugie miejsce w klasyfikacji generalnej szosowego wyścigu Trois Jours de Cherbourg. Pięć lat później wystartował na mistrzostwach świata w Maebashi, gdzie zdobył srebrny medal w indywidualnym wyścigu na dochodzenie, ulegając jedynie Wiaczesławowi Jekimowowi z ZSRR. Rok później, podczas mistrzostw świata w Stuttgarcie Moreau w tej samej konkurencji był najlepszy, a w wyścigu punktowym zajął drugie miejsce za Jekimowem. Na mistrzostwach świata w Palermo w 1994 roku Francuz zdobył kolejny srebrny medal w indywidualnym wyścigu na dochodzenie - tym razem lepszy okazał się Brytyjczyk Chris Boardman. Najlepsze wyniki Moreau osiągnął w 1996 roku: na igrzyskach w Atlancie wspólnie z Christophem Capellem, Jean-Michelem Moninem i Philippem Ermenaultem zdobył złoty medal drużynowo, a w wyścigu punktowym był piąty. W tym samym roku wystąpił na mistrzostwach świata w Manchesterze, gdzie razem z Moninem, Ermenaultem i Cyrilem Bosem zdobył srebrny w drużynie, a indywidualnie był trzeci (za Boardmanem, i Włochem Andreą Collinellim). Indywidualnie wywalczył także srebrny medal podczas mistrzostw świata w Bordeaux w 1998 roku, gdzie uległ tylko swemu rodakowi - Ermenaultowi, a rok później, na mistrzostwach świata w Berlinie razem z Bosem, Ermenaultem i Jérômem Neuvillem zajął drugie miejsce w wyścigu drużynowym. W tym samym składzie Francuzi zajęli czwarte miejsce na igrzyskach olimpijskich w Sydney w 2000 roku, przegrywając walkę o brąz z Brytyjczykami.